# Austin Abrams
Austin Noah Abrams (Pennsylvania, 2 september 1996) is een Amerikaanse acteur.

## Biografie
Abrams werd geboren in Pennsylvania, en groeide op in Sarasota als zoon van twee dokters en is van Joodse afkomst.
Abrams begon in 2011 als jeugdacteur met acteren in de film Ticking Clock, waarna hij nog meerdere rollen speelde in films en televisieseries. Zo is hij bekend van zijn terugkerende rol in The Walking Dead (2015-2016) en This Is Us (2019-2020).

## Filmografie

### Films
Uitgezonderd korte films.
- 2025: Weapons - als James
- 2024: Wolfs - als Kid
- 2023: The Line - als Gettys O'Brien
- 2023: The Starling Girl - als Ben Taylor
- 2022: Do Revenge - als Max
- 2022: Mosquito - als Colt Rossdale
- 2020: Youngest - als Jeremy
- 2020: Chemical Hearts - als Henry Page
- 2019: Less Than Zero - als Clay
- 2019: Scary Stories to Tell in the Dark - als Tommy Milner
- 2018: Dude - als James
- 2018: Puzzle - als Gabe
- 2017: Brad's Status - als Troy Sloan
- 2017: We Don't Belong Here - als Davey
- 2017: Tragedy Girls - als Craig Thompson
- 2017: All Summers End - als Hunter Gorski
- 2015: Paper Towns - als Ben
- 2015: Sacrifice - als Tim
- 2013: The Kings of Summer - als Aaron
- 2013: Gangster Squad - als Pete
- 2012: Jewtopia - als jonge Adam Lipschitz
- 2011: Ticking Clock - als James

### televisieseries
Uitgezonderd eenmalige gastrollen.
- 2019-2022 Euphoria - als Ethan - 13 afl.
- 2019-2021 This Is Us - als Marc - 7 afl.
- 2020 Dash & Lily - Als Dash - 8 afl.
- 2020 Dash & Lily - als Dash - 8 afl.
- 2018 The Americans - als Jackson Barber - 2 afl.
- 2017 SMILF - als Casey - 2 afl.
- 2015-2016 The Walking Dead - als Ron Anderson - 9 afl.
- 2012 The Inbetweeners - als Todd Cooper - 4 afl.

- Bibsys: 1671433161164
- Biblioteca Nacional de España: XX5789290
- Gemeinsame Normdatei: 1084234521
- International Standard Name Identifier: 0000 0004 5402 5932
- Library of Congress Control Number: no2016096054
- Virtual International Authority File: 117145663033405071291
- WorldCat: E39PBJjCPvYFqvkdCd8mtcWbh3